# مطير بن الأشيم
مُطَيْرُ بْنُ الأَشْيَمِ بْنِ قَيْسٍ الأَسَدِيُّ شاعر مخضرم أدرك الجاهلية والإسلام من قبيلة بني أسد.

## اسمه وعائلته
هو مطير بن الأشيم بن قيس بن بجرة بن قيس بن منقذ بن طريف بن عمرو بن قعين بن الحارث بن ثعلبة بن دودان بن أسد بن خزيمة بن مدركة بن إلياس بن مضر بن نزار بن معد بن عدنان ، الأسدي.

## من شعره
من شعره أبيات قالها يرثي ابن عمه علقمة بن وهب بن قيس الأسدي قال فيها: